# Bertrand Sambankeing Temgoua
Sa Majesté Bertrand Sambankeing Temgoua est roi des Babadjou, dans le département des Bamboutos, région de l'Ouest Cameroun. Il y règne de 2000 à jusqu'à sa mort en 2017,,.

## Biographie

### Enfance, éducation et débuts
Bertrand Sambankeing Temgoua est intronisé roi des Babadjou en 2000. Il est le Xᵉ de sa dynastie.
Il décède le 24 mars 2017 et est remplacé par Langevin Kaffo Sambankeing en mai 2017,,.

### Fonctions
- Il est chef de 1er degré, la plus haute hiérarchie de chef traditionnel au Cameroun.
- Il assume le rôle de gardien de la collection des objets cultuels et culturels du royaume.
- Il reçoit en audience et ennoblit.
- Il promeut le rassemblement des sujets du royaume.